# Davide Calandra
Davide Calandra (Torino, 21 ottobre 1856 – Torino, 8 settembre 1915) è stato uno scultore ed ebanista italiano.

## Biografia
Appartenente ad una agiata famiglia borghese nacque a Torino nel 1856. Suo padre Claudio oltre alla professione di avvocato e di ingegnere idraulico coltivò la passione per l'archeologia e fu un famoso collezionista di armi. La madre si chiamava Malvina Ferrero.
Il fratello maggiore, lo scrittore Edoardo Calandra, fu autore del romanzo storico La bufera.
Davide Calandra dopo il liceo frequentò l'Accademia Albertina e si arruolò quindi volontario in cavalleria ottenendo il grado di sottotenente.
Nel 1878 si occupò con il padre e il fratello dello scavo archeologico di un sito longobardo a Testona (Moncalieri).
Il suo esordio come scultore risale al 1880, quando presentò l'opera Penelope all'Esposizione di Torino.
Nel 1902 fondò con Leonardo Bistolfi, Giorgio Ceragioli, Enrico Reycend ed Enrico Thovez la rivista L'arte decorativa moderna.
Dal 1912 rivestì la carica di presidente della Società Piemontese di Archeologia e Belle Arti.

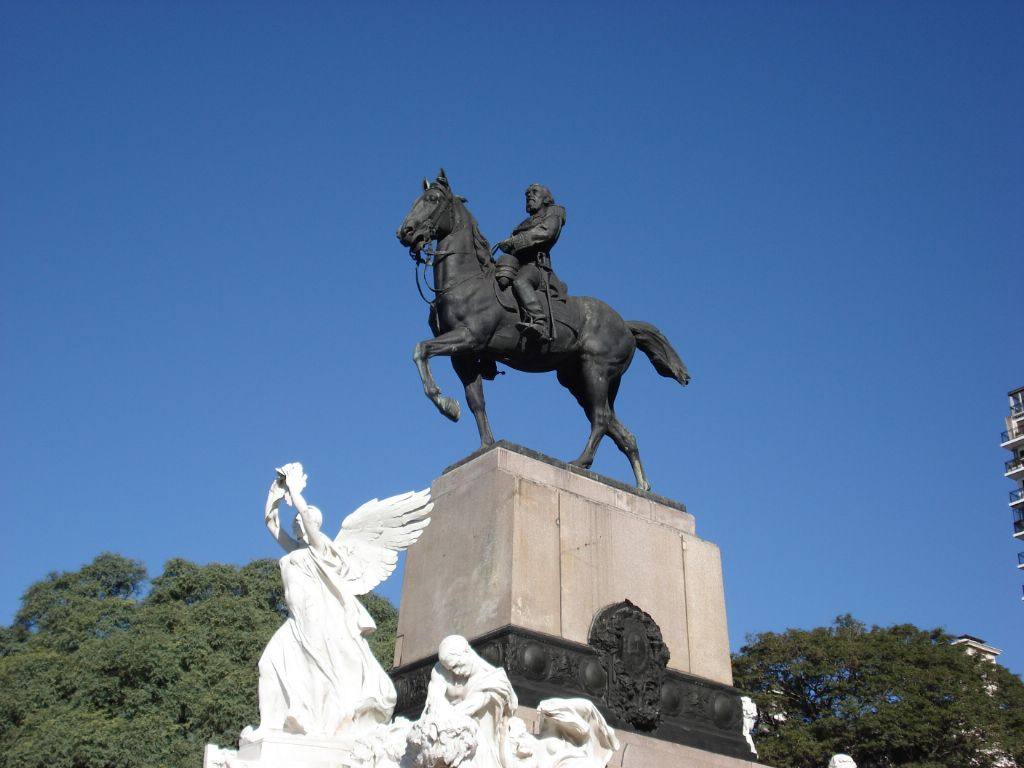
Monumento a Bartolomé Mitre a Buenos Aires, Argentina

Morì all'età di 58 anni l'8 settembre 1915.

## Opere principali
Tra le sue opere più note possono essere citati: 
- il monumento a Giuseppe Garibaldi a Parma
- il monumento equestre al Principe Amedeo di Savoia, promosso dal Comune di Torino e situato nel Parco del Valentino
- il monumento a Umberto I a Villa Borghese (Roma), completato dopo la sua morte da Edoardo Rubino
- a Brescia il grande monumento a Giuseppe Zanardelli
- a Bra sono sue le statue dell'altare maggiore di Sant'Andrea
- a Briga marittima il monumento al colonnello Giovanni Pastorelli
- a Calandra si deve anche il monumento dedicato al politico, storico e letterato argentino Bartolomé Mitre, a Buenos Aires, anch'esso completato dopo la sua morte da Edoardo Rubino

La sua ricca produzione artistica comprende inoltre le monete italiane da 1 e 2 lire coniate tra il 1908 e il 1916 e il 5 lire del 1914, monete coniate durante il regno di Vittorio Emanuele III.
Il Museo Civico "Antonino Olmo" di Savigliano ospita nella propria sezione dedicata alla scultura la Gipsoteca Davide Calandra il pannello bronzeo della camera dei deputati italiana sulla glorificazione della dinastia sabauda.

## Riconoscimenti alla memoria
- A Davide Calandra è stato intitolato il centro culturale di Montemignaio.
- A lui ed al fratello Edoardo la città di Torino ha dedicato la via fratelli Calandra.